# Зал органной и камерной музыки (Сочи)
Зал орга́нной и ка́мерной му́зыки и́мени А. Ф. Дебо́льской — культурно-развлекательное учреждение в Центральном районе города Сочи, Краснодарский край, Россия.
Построен и сдан в эксплуатацию в 1966 (архитектор Е. Сердюков, автор мозаичных работ на фасаде — сочинский художник А. Н. Скрипников).
Сочинский орган в этом зале установлен в 1986 специалистами чехословацкой фирмы «Ригер-Клосс».
Орган имеет три мануала и педаль, 33 регистра, около двух с половиной тысяч труб.
Первый органный концерт прошел в нём в октябре 1986 (органист Гарри Гродберг).
В зале регулярно проводятся концерты органной, симфонической и камерной музыки.
Сольные программы из произведений И. С. Баха, М. Регера, Ш. Видора, С. Франка, Ф. Листа в концертах представляли известные музыканты Г. Я. Гродберг, М. Павалий, Л. Голубь и др.
Зрительный зал имеет 350 мест. В 2005 получил имя А. Ф. Дебольской.
Ежегодно принимает джазовый фестиваль «Чёрное море».

## Адрес
- 354000 Россия, г. Сочи, просп. Курортный, 32